# オオシロシタバ
オオシロシタバ（学名:Catocala lara）は、鱗翅目ヤガ科Catocala属に属する蛾の1種。
主に高標高地に分布し、シナノキを食樹としている。
これまでロシア、日本、中国山西省、で発見されている

## 特徴
前翅は灰色を貴重とし、濃茶色や黒褐色の稲妻模様が走る。また、後翅の縁毛は白色で、黒褐色の中央にはクリーム色の太い帯が1本入る。また、和名には「オオ」シロシタバと名付けられているが、シロシタバよりは小型である。